# Скампителла
Скампителла (итал. Scampitella) — коммуна в Италии, располагается в регионе Кампания, в провинции Авеллино.
Население составляет 1346 человек (2008 г.), плотность населения составляет 90 чел./км². Занимает площадь 15 км². Почтовый индекс — 83050. Телефонный код — 0827.
Покровителем коммуны почитается святой архангел Михаил, празднование 9 мая.

## Демография
Динамика населения:

## Администрация коммуны
- Официальный сайт: http://scampitella.asmenet.it Архивная копия от 18 октября 2007 на Wayback Machine